# Флавіо Коста
Флавіо Коста (порт. Flávio Costa, 14 вересня 1906, Карангола — 22 листопада 1999, Ріо-де-Жанейро) — бразильський футболіст, що грав на позиції півзахисника. По завершенні ігрової кар'єри — тренер.
Довгі роки був головним тренером клубу «Фламенго», яким керував, в цілому, протягом 746 матчів (432 перемог, 138 нічиїх та 176 поразок). Також був головним тренером збірної Бразилії, з якою тричі брав участь у Чемпіонаті Південної Америки, а також на чемпіонаті світу 1950 року.

## Ігрова кар'єра
У дорослому футболі дебютував 1926 року виступами за команду клубу «Фламенго», за який виступав з 1925 по 1933 рік, зігравши 136 ігор (64 перемог, 27 нічиїх, 45 поразок) і забивши 16 голів.

## Кар'єра тренера
Розпочав тренерську кар'єру, ще продовжуючи грати на полі, 1934 року, очоливши тренерський штаб клубу «Фламенго», а через два роки виграв свій перший титул — Турніру Аберто в Ріо-де-Жанейро, проте через рік у січні 1937 року він залишив клуб. З квітня 1937 по вересень 1938 року Коста працював помічником головного тренера «Менго» Дорі Кюршнера. Він дуже сильно критикував угорського тренера за те, що той використовував модернізовану чепменівську схему гри 3-2-2-3. Вже після смерті Кюршнера Коста, який відкрито критикував Ізидора, модернізував схему угорця, назвав її «WM» і успішно використовував багато років. Більш того, Коста після одного з товариських матчів, в якому його команда обіграла один з угорських клубів з рахунком 5:0, сказав: «Перевага наших знань пов'язана з нашим колишнім тренером, вашим Дорі Кюршнером»..
У 1938 році Флавіо Коста став головним тренером «Сантуса», але незабаром повернувся на посаду тренера «Фламенго» і рік потому виграв чемпіонат штату Ріо, а потім з 1942 по 1944 рік, тричі поспіль повторював цей успіх. Ще однією удачею Флавіо Кости стало підписання контракту «Фламенго» з Зізінью, що згодом став одним з найкращих гравців бразильського футболу. Коли молодий Зізінью прийшов на перегляд, Флавіо Коста, не відмовив гравцеві, як часто бувало, а сказав: «Ви з Нітероя? У вас є 10 хвилин, щоб показати, що ви можете грати за „Фламенго“».
У 1944 році Флавіо Коста очолив збірну Бразилії, з якою виграв Кубок Рока в 1945 році, південноамериканський чемпіонат у 1949 році, а на домашньому для них чемпіонаті світу у 1950 році, бразильці, що грали краще за всі інші команди, програли у вирішальному матчі фінального етапу Уругваю з рахунком 1:2, хоча їх влаштовувала навіть нічия. Після гри звинувачували всіх, але найбільшій критиці піддався Коста, звільнений відразу після матчу.
| «В уругвайців був гарний напад, але захист складався з ветеранів. Він не міг витримати нашого нападу. Ми легко забили перший гол. Після чого на трибунах з'явилися білі носові хустки, відправляючі додому уругвайців. Але коли Уругвай забив свій перший гол, тиша опустилася на Маракану. Наші гравці злякалися її. Вони боягузи. Коли забивався другий гол, вже не було команди. Захисник Жувенал, який повинен був опікати Гіджу, навіть нічого не зробив. Решту ви знаєте. Після 1950 року багато поколінь ненавиділи мене». |

Під час роботи зі збірною, Флавіо Коста паралельно керував клубом «Васко да Гама», вигравши з клубом клубний чемпіонат Південної Америки і два титули чемпіона штату. 
Після чемпіонату світу Флавіо Коста працював з «Фламенго» та «Васко да Гамою».
13 листопада 1955 року на один матч з Парагваєм повернувся на посаду тренера збірної Бразилії. Після чого в квітні 1956 року провів останню гру в статусі тренера збірної в грі проти Португалії, а всього провів з національною командою 56 зустрічей (35 перемог, 9 нічиїх та 12 поразок).
У 1956 році Коста залишив Бразилію і став тренером «Порту». Після повернення в Бразилію він тренував клуб «Португеза Деспортос», потім поїхав до Чилі, де тренував «Коло-Коло».
У 1960 році він був тренером «Сан-Паулу», а потім уп'яте як тренер «Фламенго» виграв чемпіонат штату в Ріо-де-Жанейро в 1963 році. У 1965–1966 роках знову тренував «Порту».
Останнім місцем тренерської роботи був клуб «Бангу», головним тренером команди якого Флавіо Коста був протягом 1970 року.
Помер 22 листопада 1999 року на 94-му році життя у місті Ріо-де-Жанейро.

## Титули і досягнення

### Як гравця
- Переможець Ліги Каріока (1):

«Фламенго»: 1927

### Як тренера
- Переможець Ліги Каріока (8):

«Фламенго»: 1942, 1943, 1944, 1952, 1963
«Васко да Гама»: 1947, 1949, 1950
- Чемпіон турніру Ріо-Сан-Паулу (1):

«Фламенго»: 1940
- Клубний чемпіон Південної Америки (1):

«Васко да Гама»: 1948
- Володар Кубка Року (1):

Бразилія: 1945
- Володар кубка Атлантики (1):

Бразилія: 1956
- Чемпіон Південної Америки (1):

Бразилія: 1949
- Срібний призер Чемпіонату Південної Америки: 1945, 1946
- Віце-чемпіон світу: 1950

## Характер Флавіо Кости
Флавіо Коста був дуже жорстким за характером тренером. Він абсолютно не терпів суперечок і втручань у свою роботу ані від керівників команд, ані від гравців, ані навіть від своїх помічників. Наприклад, у 1963 році, після скандалу з однією з головних зірок «Фламенго», Жерсоном, який хотів обговорити зміну своєї ролі на полі з Флавіо Костою, футболіст був відразу ж проданий в інший клуб. Теж сталося і з Дідою рік потому, після того, як гравець не захотів виконувати в одному з матчів суворі тактичні функції. А Елено був «прибраний» з команди за порушення спортивного режиму. У «Васко» Коста прибрав з команди центрального захисника, Рамона Рафанельї.